# 忠臣蔵 (1985年のテレビドラマ)
『年末時代劇スペシャル 忠臣蔵』（ねんまつじだいげきスペシャル ちゅうしんぐら）は、1985年12月30日・12月31日に日本テレビ系列で放送されたユニオン映画製作の時代劇。「年末時代劇スペシャル」の第1作である。初日の前編・2日目の後編ともに21:02 - 23:24（日本標準時）に放送。直前の21:00 - 21:02には予告番組『今夜の忠臣蔵』が放送された。

## 概要
日本テレビとユニオン映画制作の時代劇ドラマで、忠臣蔵事件（赤穂事件）を描いた作品である。
チーフプロデューサーの岡田晋吉は当初1年間の連続物時代劇として企画したが、編成会議にて上層部に「時代劇は受けない」「今時、時代劇でもないだろう」と受け入れられなかった。しかしその後、岩淵康郎（後の静岡第一テレビ社長）や一部の先輩の助け舟により、年末時代劇としての製作が決定した。
それまで映像化されてきた作品同様、全体的にオーソドックスな忠臣蔵の内容になっているが、後編にそれまであまり目立った描かれ方をされなかった間喜兵衛と間新六の親子関係を描いたエピソードを挿入している。大石内蔵助も主君・浅野内匠頭への忠義を持ちながら、松の廊下での刃傷によりお家を断絶させた内匠頭に対して客観的な視点を持つ人物として描かれており、討ち入りも「幕府の御政道の過ちを正す」行為として位置付けられている。今作における吉良上野介も最初に浅野内匠頭を苛めながらも、最後の仇討ちの際には高家筆頭として、敦盛を舞いながら大石内蔵助に潔く討たれている（それまでの作品では大抵、吉良は往生際が悪く討たれていた）。
制作費は4億円とも言われた。営業では賄いきれなかったため、局から番組制作特別強化金の適用を受け、日本テレビ系列全体が総力を挙げて制作されたとされている。

## あらすじ
前篇「君、怒りもて 往生を遂ぐ」
松の廊下における刃傷事件から、大石内蔵助が仇討ちを決意するまで。
後篇「我、一死もて 大義に生く」
仇討ちの準備から討ち入り、そしてその後の幕府の混乱を描く。

## スタッフ
- 制作総指揮：岩淵康郎
- 企画：岡田晋吉、野崎元晴
- 音楽：三枝成章
- 脚本：杉山義法
- 監督：齋藤武市
- 音楽協力：日本テレビ音楽（ノンクレジット）
- 撮影：原田裕平
- 照明：武邦男
- 録音：面屋竜憲
- 編集：河合勝巳
- 記録：小川加津子
- 美術：鈴木孝俊
- 助監督：金鐘守
- 整音：加藤正行
- 撮影計測：小林善和
- 演技事務：石川正男
- 広報担当：難波佐保子
- 邦楽監修：中本敏生
- 舞踊振付：藤間勘五郎（前篇）
- 擬斗：上野隆三（東映剣会）
- 装置：和田順吉
- 装飾：長尾康久
- 小道具：高津商会
- 衣裳：東京衣裳
- 美粧結髪：東和美粧
- かつら：山崎かつら
- 騎馬：岸本乗馬センター
- 協力：京都・大覚寺、姫路城、国宝・彦根城、大石神社（前篇）
- 合成作画：岡田明方（前篇）
- 現像：東洋現像所
- 進行主任：杉浦満洲男
- 主題歌：「憧れ遊び」（ポリスターレコード）（唄：堀内孝雄 / 作詞：小椋佳 / 作曲：堀内孝雄 / 編曲：川村栄二）※堀内は畳職人役で本編にも出演
- 題字：小林與三次
- 参考資料：福本日南著「元禄快挙録」- 岩波文庫 -
- ナレーター：鈴木瑞穂
- プロデューサー：須永元、清水欣也（日本テレビ）、菊池昭康（ユニオン映画）、今井正夫（東映）
- プロデューサー補：松村あゆみ（日本テレビ）
- 制作協力：六本木オフィス、東映太秦映像
- 制作：日本テレビ
- 製作著作：ユニオン映画

## 出演

### 四十七士
- 大石内蔵助…里見浩太朗
- 大石主税…坂上忍
- 堀部弥兵衛…加藤嘉
- 堀部安兵衛…勝野洋
- 片岡源五右衛門…竜雷太
- 礒貝十郎左衛門…田村亮
- 原惣右衛門…下川辰平
- 吉田忠左衛門…奥村公延
- 吉田沢右衛門…森松豊文
- 小野寺十内…山内明
- 小野寺幸右衛門…土井健守
- 間喜兵衛…高品格
- 間十次郎…高橋元太郎
- 間新六…火野正平
- 奥田孫太夫…阪脩
- 奥田貞右衛門… 横谷雄二
- 赤埴源蔵…あおい輝彦
- 岡野金右衛門…堤大二郎
- 大高源五…峰竜太
- 富森助右衛門…有川博
- 岡嶋八十右衛門…堀勝之祐
- 倉橋伝助…三田明
- 前原伊助…本田博太郎
- 大石瀬左衛門…藤堂新二
- 杉野十平次…井上高志
- 早水藤左衛門…山野史人
- 間瀬久太夫…島田秀雄
- 近松勘六…稲泉智万
- 矢田五郎右衛門…越坂英生
- 村松喜兵衛…淡路康
- 武林唯七…野上祐二
- 勝田新左衛門…長島義樹
- 貝賀弥左衛門…和田昌也
- 横川勘平…加茂雅幹
- 潮田又之丞…岡本太輔
- 菅谷半之丞…平河正雄
- 矢頭右衛門七…新田純一

### 浅野家（赤穂藩）
- 浅野内匠頭長矩…風間杜夫
- 阿久里→瑤泉院…多岐川裕美
- 戸田局（瑤泉院付老女）…野川由美子
- 藤井又左衛門（江戸家老）…児玉謙次
- 安井彦右衛門（江戸家老）…渥美國泰
- 大野九郎兵衛（国家老）…藤木悠   ※ノンクレジット
- 毛利小平太…西郷輝彦
- 橋本平左衛門…加納竜
- 萱野三平…篠塚勝
- 萩原兵助…片岡五郎
- 矢頭長助…石丸勝也
- 楓（三次浅野家・瑤泉院付侍女）…清水めぐみ

### 赤穂藩士の家族・関係者
- 大石リク…中野良子
- スズ（大石リクの母）…山岡久乃
- 瀬尾孫左衛門（大石家家士）…有島淳平
- 八助（大石家下僕）…伊沢一郎
- 毛利るい（毛利小平太の妻）…小倉加代
- 毛利源左衛門（毛利小平太の兄）…松山英太郎
- 三田村軍太夫（るいの父）…溝田繁
- 琴路（磯貝十郎左衛門の恋人）…真行寺君枝
- 萱野七郎左衛門（萱野三平の父）…岩井半四郎
- 矢頭マス（矢頭右衛門七の母）…北城真記子
- 塩山伊左衛門（赤埴源蔵の兄）…久保幸一
- 塩山澄江（赤埴源蔵の兄嫁）…柳川慶子
- 橋本志摩（橋本平左衛門の妻）…太田かずよ
- 小野寺丹（小野寺十内の妻）…星野美恵子
- お鶴（岡野金右衛門の恋人）…桂木文
- 大工勘兵衛（お鶴の兄）…松山政路

### 吉良家／上杉家（米沢藩）
- 吉良上野介（高家筆頭）…森繁久彌
- 上杉綱憲（上杉家当主・米沢藩主／上野介の実子）…中村橋之助 ※橋之助は後に「大忠臣蔵（1989年、テレビ東京）」と「忠臣蔵 風の巻・雲の巻（1991年、フジテレビ）」でも同役を演じた。
- 色部又四郎（米沢藩江戸家老）…丹波哲郎
- 清水一学（米沢藩士・吉良家付け人）…堀内正美
- 松原多仲（吉良家家老）…井上博一

### 幕府
- 徳川綱吉（五代将軍）…夏八木勲
- 柳沢出羽守（側用人）…草薙幸二郎
- 多門伝八郎（幕府目付役）…竹脇無我
- 天野伝四郎（幕府目付役）…中村錦司
- 梶川与惣兵衛（大奥留守居役）…宮内洋
- 土屋主税（旗本／吉良家隣人）…伊吹吾朗
- 土屋家用人…春風亭小朝
- 荻生徂徠（儒学者）…西村晃
- 林大学頭（儒学者）…佐野浅夫

### その他
- 垣見五郎兵衛（日野家用人）…西田敏行
- 伊達左京亮…四禮正明
- 田村右京大夫…佐原健二
- 畳屋万五郎…東八郎
- 浮橋太夫…片山由香
- 宝井其角（俳人）…藤岡琢也
- 公弁法親王（日光東照宮及び輪王寺門跡。ナレーションでは「日光輪王寺門跡」）…上原謙
- ナレーター…鈴木瑞穂

## 逸話
- 初回放送時（1985年：昭和60年12月30日・31日）バージョンと、翌年末の再放送時バージョン、株式会社バップより発売されたソフト（VHSおよびベータ、DVD）バージョンと、三つのバージョンが存在する。
  - 初回放映時：【前編】山科の閑居からリクと幼い子供達・リクの母スズらが但馬へ去って行くのを見送った後、内蔵助が松之丞（主税）に切腹の作法を教える場面でエンドロールが流れる。【後編】冒頭、アヴァンタイトルで状況説明のナレーション、山科から但馬へ向かうリク・スズの一行が立ち止まって内蔵助の真意について語り合う場面があり、その後にオープニングタイトルクレジットが始まる。また、本編劇中の人物紹介テロップの出し方も後述の販売ソフト版とは異なっている（初放映時バージョンでは紹介テロップが出る人物がソフト版では出ていなかったりする）。現在CS等で放送されているのはこのバージョンである。
  - 再放送時：【前編】ラストシーン、内蔵助らがリク・スズの一行を見送る場面に続いて、リクたちの会話（初回放映時の後編冒頭にあったシーン）が挿入されて、内蔵助が松之丞（主税）に切腹の作法を教える場面でエンドロールが流れる。【後編】冒頭にアヴァンタイトルがなく、いきなりタイトルクレジットが始まる。また、放送時間の関係からか、前後編ともに数シーンがカットされた短縮版になっている。
  - 販売商品：構成は再放送時に同じく、リクとスズの会話が前編ラスト近くに挿入されており、後編にはアヴァンタイトルがない。ただし再放送時のようなカットシーンはなく、全長版で収録されている。また、前・後編共にチャプター毎に章分けされ、各章の副題が劇中に挿入されている（DVD版・2000年12月発売／2008年12月レンタル開始）。

- 再放送時と、販売・レンタル用ソフトの後編のオープニングロール・エンドロールには、上記の理由で本来登場していない筈のリク（中野良子）とスズ（山岡久乃）、及び八助（伊沢一郎／エンドロールのみ）の名前がクレジットされたままになっている。また、前編に引き続き後編にも登場している将軍綱吉（夏八木勲）のクレジットが後編エンドロールのみ欠落している（オープニングロールではクレジットされている）。

- 森繁久彌は、制作総指揮の岩淵康郎（森繁とも個人的に親しかった）から直々にオファーされた際に「ぜひとも（吉良役を）やらせて欲しい」と逆に要望したという（その前に一度、岩淵に頼まれて森繁の元に赴いた里見浩太朗にオファーされたが「帰れ」と一蹴している）。役を引き受けるに当たり、森繁は「吉良はもっと堂々としているはずだ」として、愛される吉良を演じたいと考え、一歩も退かないつもりで脚本家の杉山義法らスタッフとも意見を交わしたという[2]。そして最期のシーンでも「着物はいい物じゃなければならない」として白羽二重を着て、畳を敷いた上で舞った（それまでの作品では大体、吉良は汚いような格好で蔵から引きずり出されるということが多かった）[2]。また「髭を生やした吉良なんて見た事ありませんよ」という周囲の反対を押し切って口髭をたくわえたまま吉良上野介を演じた。そして、吉良が刺されて死ぬ時の顔を一生懸命研究して収録に臨んだが、実際の本編映像では刺された瞬間にすぐに浪士達の引き揚げシーンへと切り替わる為、森繁苦心の「刺された吉良の表情」は観る事ができない[3]。その「刺された吉良の表情」は、収録現場に報道陣を入れた際にカメラに収められており、初回放映当時の番組宣伝スポットや日本テレビ系のワイドショー等では放映された。

- 『NHK紅白歌合戦』の裏番組としては当時としては異例の高視聴率の15.3%（ビデオリサーチ調べ、関東地区・世帯・リアルタイム）[4]の視聴率をマークしたため、スポーツ紙に「忠臣蔵、討ち入り成功」「紅白討ち取ったり」「紅白が忠臣蔵にヒタイを斬られたゾ」などと書かれた[1]。また、『NHK紅白歌合戦』は前年に比べて平均視聴率が12ポイントも低下（66.0%）したことについて、当時のNHKの放送総局長が「（低下した視聴率が）そのまま忠臣蔵に流れた」と話している[1]。以後、『紅白』の裏の民放視聴率は漸次上がっていく。

- 当時の麹町本社屋の南本館玄関前の柱が本作の広告に大々的に使われた。ここがこのように広告に使われたのは、これが初めてだった[1]。